# Президентские выборы на Украине (2004)
Четвёртые президентские выборы на Украине состоялись в октябре — декабре 2004 года. После двух туров (31 октября и 21 ноября 2004 года) было назначено повторное голосование, которое состоялось 26 декабря 2004 года. В итоге победу одержал Виктор Ющенко.
Несмотря на большое число кандидатов, по сути выборы стали политической битвой между премьер-министром Виктором Януковичем и лидером победившего на парламентских выборах 2002 года блока «Наша Украина» Виктором Ющенко.
В сентябре оппозиционный кандидат в президенты Украины Виктор Ющенко внезапно тяжело заболел. Вскоре ему было диагностировано отравление диоксином. Подозреваемые в организации отравления сбежали в Россию. Несмотря на смертельную болезнь, Ющенко пережил атаку и с обезображенным лицом вернулся к президентской кампании. Вместо устранения кандидата в президенты атака увеличила его популярность.
Во время второго тура голосования в Донецке Партия регионов подделала 750 тыс. голосов в пользу Януковича. Это привело к массовым протестам на Майдане Независимости в Киеве, которые длились несколько недель.
Ющенко и его сторонники, а также многие зарубежные наблюдатели, заявили о масштабных фальсификациях в ходе выборов. Это привело к серьёзному политическому кризису и массовым акциям гражданского неповиновения, получившим название «Оранжевая революция». На фоне сложившийся политической обстановки 3 декабря 2004 года Верховный суд Украины аннулировал результаты второго тура выборов и постановил провести повторное голосование второго тура президентских выборов. По результатам повторного голосования победил Виктор Ющенко, впоследствии вступивший на должность президента Украины.

## Кандидаты
Двумя основными кандидатами на президентских выборах являлись Виктор Янукович и Виктор Ющенко. Янукович, занимавший пост премьер-министра Украины с 2002 года, пользовался поддержкой действующего президента Леонида Кучмы, а также Российской Федерации и её президента Владимира Путина. Ющенко же обладал поддержкой Евросоюза и США.
Всего в выборах участвовало 26 кандидатов:
| Кандидат                            | Субъект выдвижения                            |
| Базилюк, Александр Филимонович      | Славянская партия Украины                     |
| Бойко, Богдан Фёдорович             | Движение украинских патриотов                 |
| Бродский, Михаил Юрьевич            | Самовыдвижение                                |
| Витренко, Наталья Михайловна        | Прогрессивная социалистическая партия Украины |
| Волга, Василий Александрович        | Партия «Общественный контроль»                |
| Грабар, Николай Фёдорович           | Самовыдвижение                                |
| Душин, Игорь Леонидович             | Либерально-демократическая партия             |
| Збитнев, Юрий Иванович              | Партия «Новая сила»                           |
| Кинах, Анатолий Кириллович          | Партия промышленников и предпринимателей      |
| Козак, Роман Николаевич             | Организация украинских националистов          |
| Комиссаренко, Сергей Васильевич     | Самовыдвижение                                |
| Корчинский, Дмитрий Александрович   | Самовыдвижение                                |
| Кривобоков, Владислав Анатольевич   | Народная партия вкладчиков соцзащиты          |
| Мороз, Александр Александрович      | Социалистическая партия Украины               |
| Нечипорук, Владимир Павлович        | Самовыдвижение                                |
| Омельченко, Александр Александрович | Партия «Единство»                             |
| Ржавский, Александр Николаевич      | Партия «Единая семья»                         |
| Рогожинский, Николай Владимирович   | Самовыдвижение                                |
| Симоненко, Пётр Николаевич          | Коммунистическая партия Украины               |
| Черновецкий, Леонид Михайлович      | Самовыдвижение                                |
| Черновол, Андрей Вячеславович       | Самовыдвижение                                |
| Ющенко, Виктор Андреевич            | Самовыдвижение                                |
| Яковенко, Александр Николаевич      | Коммунистическая партия рабочих и крестьян    |
| Янукович, Виктор Фёдорович          | Партия регионов                               |

## Предвыборная кампания
В средствах массовой информации два основных кандидата противопоставлялись друг другу, при этом в массовом сознании представлялось, что Ющенко представляет проевропейски настроенных (условный запад страны), а Янукович пророссийски настроенных граждан Украины (условный восток)).
Пророссийскими аналитиками утверждалось[уточнить], что победа Ющенко будет означать прекращение интеграции Украины в рамках СНГ, а также, возможно, отказ Украины участвовать в Едином экономическом пространстве совместно с Россией, Белоруссией и Казахстаном; вместо этого, от Ющенко ожидали усиления попыток, направленных на интеграцию в Европу и возможное вступление в Евросоюз и НАТО. С другой стороны, Янукович пообещал проводить пророссийскую политику и сделать русский язык вторым государственным на Украине, что активно было поддержано в России.

### Виктор Янукович
Виктор Янукович пользовался поддержкой как действующего президента Украины Леонида Кучмы, так и президента России Владимира Путина, который активно участвовал в украинских выборах. В июле 2004 года Путин совершил рабочий визит на Украину, в той встрече приняли участие руководители администраций глав государств Дмитрий Медведев и Виктор Медведчук, а также премьер-министр Украины Виктор Янукович. В период с октября по ноябрь Путин дважды посетил Украину перед выборами для того, чтобы продемонстрировать свою поддержку Януковичу. 26 октября, за пять дней до первого тура голосования, Путин провел «прямую линию» из Киева с гражданами Украины.
По информации Русской службы Би-би-си, кампании Януковича помогали политтехнологи, работавшие на Путина, во главе с Глебом Павловским. За украинские выборы отвечал тогдашний глава администрации президента Дмитрий Медведев. Все вместе — Путин, Медведев, Кучма и Янукович 28 октября 2004 года, за три дня до выборов, стояли на трибуне в центре Киева, наблюдая за парадом на Крещатике по случаю 60-летия освобождения Украины от немецко-фашистских захватчиков.

### Социологические опросы
- Украинский центр имени А. Разумкова (27 февраля — 5 марта 2003 г.), выборка 1998 чел., погрешн. 2,3 п. п.[15]
  - Виктор Ющенко — 21,4 %
  - Виктор Янукович — 19,1 %
  - Виктор Медведчук — 17,2 %
  - Пётр Симоненко — 13,2 %
  - Владимир Литвин — 10 %
  - Александр Мороз — 6,8 %
  - Юлия Тимошенко — 6,3 %
  - Сергей Тигипко — 5 %
- Украинский центра имени А. Разумкова (16 — 23 сентября 2003 г.), выборка 2015 чел., погрешн. 2,3 п. п.[15]
  - Виктор Ющенко — 20,5 %
  - Петр Симоненко — 11,8 %
  - Виктор Янукович — 9,6 %
  - Юлия Тимошенко — 6,3 %
  - Александр Мороз — 5,4 %
  - Виктор Медведчук — 3,5 %
  - Сергей Тигипко — 3,1 %.

## Первый тур
Первый тур выборов прошёл 31 октября 2004 года.
По официальным данным, Виктор Ющенко получил 39,90 % голосов, а Янукович — 39,26 % голосов от общего числа проголосовавших. Явка составила 77,3 %. Поскольку ни один из кандидатов не получил 50 % + 1 голос, необходимые для победы в первом туре, на 21 ноября был назначен второй тур голосования.
Всего в выборах приняло участие 28 035 184 человек. Голоса распределились следующим образом:
| Место | Кандидат             | Выдвижение                                            | Голосов    | %     |
| ----- | -------------------- | ----------------------------------------------------- | ---------- | ----- |
| 1     | Виктор Ющенко        | самовыдвиженец                                        | 11 188 675 | 39,90 |
| 2     | Виктор Янукович      | Партия регионов Украины                               | 11 008 731 | 39,26 |
| 3     | Александр Мороз      | Социалистическая партия Украины                       | 1 632 098  | 5,82  |
| 4     | Пётр Симоненко       | Коммунистическая партия Украины                       | 1 396 135  | 4,97  |
| 5     | Наталья Витренко     | Прогрессивная социалистическая партия Украины         | 429 794    | 1,53  |
| 6     | Анатолий Кинах       | Партия промышленников и предпринимателей Украины      | 262 530    | 0,93  |
| 7     | Александр Яковенко   | Коммунистическая партия рабочих и крестьян            | 219 191    | 0,78  |
| 8     | Александр Омельченко | Партия «Единство»                                     | 136 830    | 0,48  |
| 9     | Леонид Черновецкий   | самовыдвиженец                                        | 129 066    | 0,46  |
| 10    | Дмитрий Корчинский   | самовыдвиженец                                        | 49 961     | 0,17  |
| 11    | Андрей Чорновил      | самовыдвиженец                                        | 36 278     | 0,12  |
| 12    | Николай Грабарь      | самовыдвиженец                                        | 19 675     | 0,07  |
| 13    | Михаил Бродский      | самовыдвиженец                                        | 16 498     | 0,05  |
| 14    | Юрий Збитнев         | Партия «Новая сила»                                   | 16 321     | 0,05  |
| 15    | Сергей Комисаренко   | самовыдвиженец                                        | 13 754     | 0,04  |
| 16    | Василий Волга        | негосударственная организация «Общественный контроль» | 12 956     | 0,04  |
| 17    | Богдан Бойко         | Движение украинских патриотов                         | 12 793     | 0,04  |
| 18    | Александр Ржавский   | Партия «Единая семья»                                 | 10 714     | 0,03  |
| 19    | Николай Рогожинский  | самовыдвиженец                                        | 10 289     | 0,03  |
| 20    | Владислав Кривобоков | Народная партия вкладчиков социальной защиты          | 9340       | 0,03  |
| 21    | Александр Базилюк    | Славянская партия Украины                             | 8963       | 0,03  |
| 22    | Игорь Душин          | Либерально-демократическая партия Украины             | 8623       | 0,03  |
| 23    | Роман Козак          | Организация украинских националистов на Украине       | 8410       | 0,02  |
| 24    | Владимир Нечипорук   | самовыдвиженец                                        | 6171       | 0,02  |
|       | против всех          |                                                       | 556 963    | 1,98  |
|       | недейств. бюллетеней |                                                       |            | 2,97  |
|       | Всего                |                                                       | 28 035 184 | 100   |

## Второй тур
Второй тур прошёл 21 ноября 2004 года.
По результатам второго тура председатель Центральной избирательной комиссии Украины Сергей Кивалов объявил победителем президентских выборов Виктора Януковича. По предварительным данным ЦИК, Янукович получил 49,42 % а Ющенко — 46,69 % голосов избирателей. Миссия международных наблюдателей Организации по безопасности и сотрудничеству в Европе (ОБСЕ), ПАСЕ, Европарламента и Парламентской ассамблеи НАТО заявили, что второй тур голосования «не соответствовал многим обязательствам ОБСЕ, Совета Европы и другим европейским стандартам демократических выборов». Международные наблюдатели от СНГ расценили выборы «как транспарентные, легитимные и свободные».

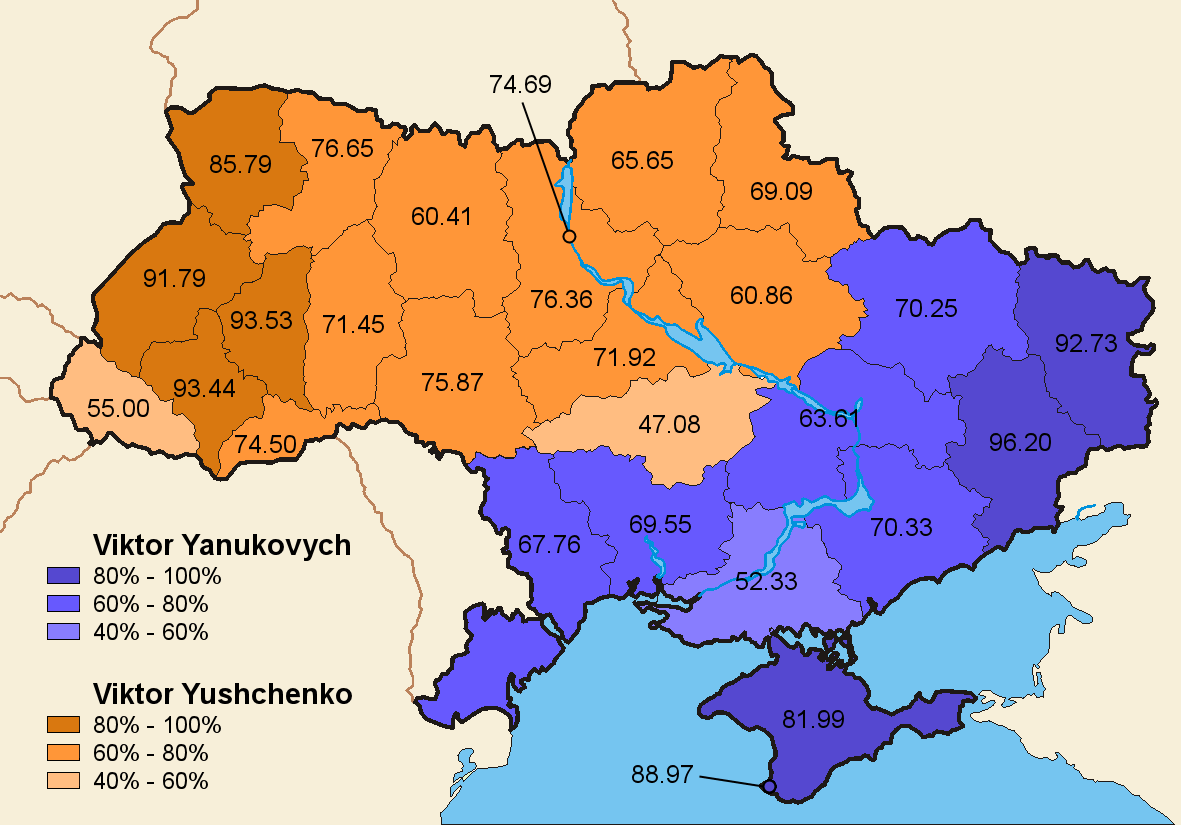
Официальные результаты с разбивкой по областям. На карте виден политический раздел между юго-восточной и центрально-западной Украиной.

Однако, даже не дождавшись официального объявления результатов, сторонники Ющенко в западных областях Украины и в Киеве с 22 ноября начали кампанию массовых протестов. Западноукраинские облсоветы объявляли о непризнании победы кандидата Януковича и провозглашали верность «народному» президенту Ющенко, который даже успел устроить в помещении Верховной Рады «принесение присяги президента». Организованные ими массовые беспорядки охватили Киев и ряд других городов Центральной и Западной Украины.
По данным избирательных протоколов во втором туре было отмечено увеличение числа избирателей, предположительно пришедших на избирательные участки в регионах, поддерживающих Януковича, в то время как в регионах, поддерживающих Ющенко, количество участников осталось тем же или даже уменьшилось. Особенно ярко это проявилось в Донецкой области, где в выборах, согласно официальным данным, приняло участие 96,65 % избирателей, то есть почти на 20 % больше, чем в первом туре. В некоторых районах количество проголосовавших превысило число зарегистрированных избирателей.
3 декабря 2004 года Верховный суд Украины решил, что в связи с многочисленными установленными фактами нарушения избирательного законодательства в пользу кандидата в президенты Украины Виктора Януковича, установление реальных результатов второго тура не представляется возможным. Однако аналогичный иск от Партии регионов с обвинениями в фальсификации в пользу Ющенко был отклонён.

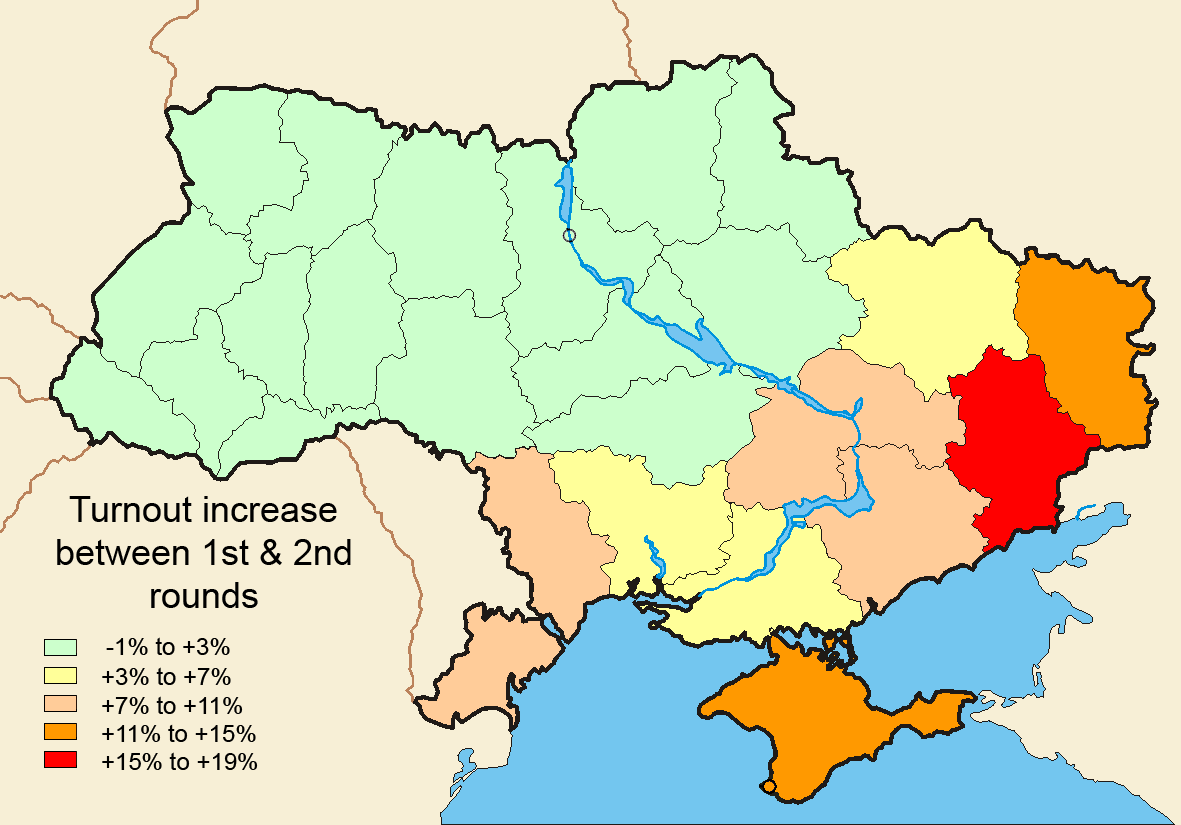
Изменения в числе избирателей, участвовавших во втором туре голосования, по сравнению с первым туром (данные ЦИК)

Окончательные результаты голосования на выборах президента Украины 21 ноября 2004 года следующие:
| Кандидат         | Кол-во голосов | %     |
| ---------------- | -------------- | ----- |
| Виктор Янукович  | 15 093 691     | 49,46 |
| Виктор Ющенко    | 14 222 289     | 46,61 |
| против всех      |                | 2,31  |
| недейст. голосов |                | 1,59  |
| Всего            | 30 511 289     | 100   |

## Международная реакция

### Россия
Вечером 22 ноября 2004 года президент России Владимир Путин поздравил Виктора Януковича с победой на выборах ещё до объявления официальных результатов. 25 ноября Путин снова поздравил Януковича с победой, уже письменно, объявив, что «украинский народ сделал свой выбор — выбор в пользу стабильности, укрепления государственности».
2 декабря, за день до того, как Верховный суд Украины принял решение о повторном голосовании второго тура выборов, президент Украины Леонид Кучма посетил Москву и, обсудив прямо в аэропорту политическую ситуацию с президентом России Владимиром Путиным, срочно вылетел на Украину. По словам Андрея Илларионова, помощника Путина по экономике в 2000–2005 годах, российский лидер на переговорах в аэропорту уговаривал Кучму разогнать толпу на Майдане силой.

### СНГ
Союзники России по СНГ вслед за Россией демонстрировали поддержку Януковичу. Белорусский президент Александр Лукашенко поздравил Януковича по телефону ещё до официального объявления результатов. Президент Казахстана Нурсултан Назарбаев написал Януковичу: «Ваша победа демонстрирует, что украинский народ сделал выбор в пользу единства нации, демократического развития и экономического прогресса. Я горжусь вашей победой». Президенты Кыргызстана (Аскар Акаев) и Узбекистана (Ислам Каримов) также направили поздравления. Каримов позднее критиковал Россию за вмешательство в украинский избирательный процесс, заявив, что чрезмерная демонстрация Россией своего желания увидеть определённый результат голосования принёс больше вреда, чем пользы. Кроме того, Януковича в течение короткого времени после второго тура успели поздравить лидеры Приднестровья, Абхазии и Южной Осетии.
В отличие от них грузинский президент Михаил Саакашвили поддержал сторонников Ющенко, заявив, что события на Украине доказывают значение примера Грузии для всего остального мира — имеется в виду грузинская Революция роз 2003 года.
Армения и Азербайджан придерживались более нейтральной позиции, не поддерживая ни Ющенко, ни Януковича.

### Евросоюз
Евросоюз не признал победу Януковича во втором туре. Все 25 стран-членов ЕС отозвали своих послов с Украины в знак протеста против, по их мнению, сфальсифицированных выборов.
Евросоюз учитывая многочисленные нарушения избирательных прав граждан Украины, явную фальсификацию выборов в пользу пророссийского кандидата Януковича, поставил под сомнение законность выборов на Украине. Председатель Еврокомиссии Жозе Мануэл Баррозу предупредил о возможных последствиях, если результаты не будут пересмотрены. Министр иностранных дел Нидерландов Бернард Бот призвал ЦИК пересмотреть итоги выборов. Недемократичными признал выборы глава миссии ОБСЕ Брюс Джордж. А председатель внешнеполитического комитета Европарламента Эльмар Брок, по сообщению агентства «Прайм-ТАСС», пригрозил руководству Украины финансовыми санкциями, в случае если информация о фальсификации подтвердится.
Ситуация на Украине омрачила саммит «Россия — Евросоюз» в Гааге. По сообщениям прессы, Владимир Путин и руководство Евросоюза вместо того, чтобы заниматься вопросами сотрудничества, потратили большую часть времени на обсуждение политического кризиса на Украине.
Наибольшую озабоченность положением на Украине из всех стран Евросоюза проявили Польша и Литва. В Польше политические деятели, СМИ и обычные граждане с энтузиазмом поддержали Ющенко и осудили фальсификацию результатов выборов. Польские депутаты Европарламента призвали к тому, чтобы предложить Украине перспективу членства в Евросоюзе, если она будет соответствовать стандартам европейской демократии. Государства-члены ЕС, однако, более скептически отнеслись к этому предложению, что заставило польскую прессу обвинить их в том, что они более заинтересованы в интеграции с Турцией и сохранении нормальных отношений с Россией.
25 ноября бывший Министр иностранных дел Украины и соратник Ющенко Борис Тарасюк выступил в польском сейме, потребовав от Польши не признавать результатов выборов и помочь в урегулировании политического кризиса на Украине. В тот же день бывший польский президент Лех Валенса посетил Киев. В качестве посредников в урегулировании политического кризиса участвовали президент Польши Александр Квасьневский, президент Литвы Валдас Адамкус, Верховный представитель ЕС по внешней политике и безопасности Хавьер Солана, спикер Госдумы РФ Борис Грызлов.

### США
США также отказались признать результаты выборов, выразив сожаление по поводу возникшей ситуации — завершающий свою деятельность на посту госсекретаря США Колин Пауэлл заявил, что объявленные официальные результаты не могут быть признаны в США законными. Президент США Джордж Буш и члены американского Конгресса в своих заявлениях выразили озабоченность в отношении законности выборов.

## Повторное голосование или третий тур

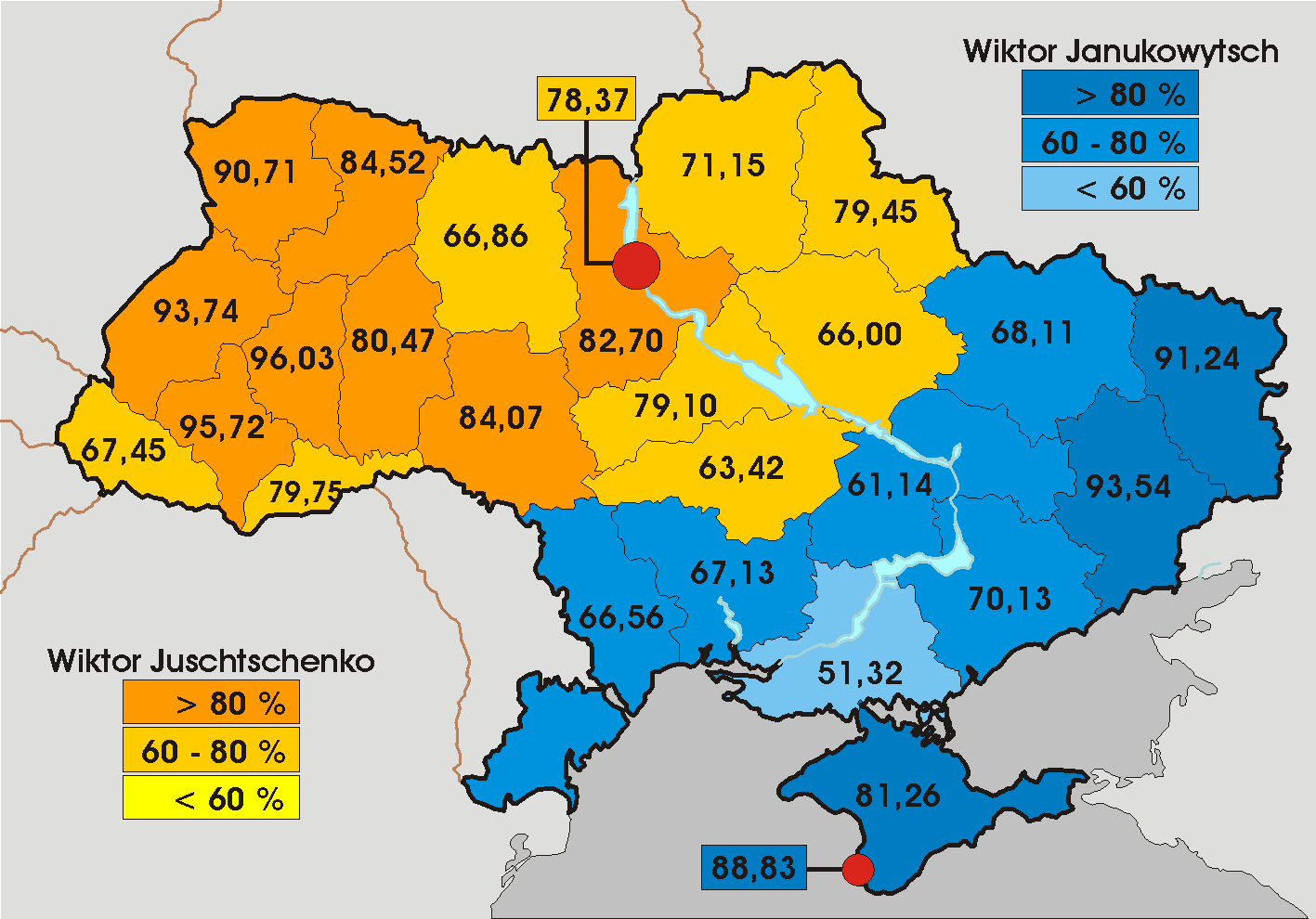
Переголосование 26 декабря 2004 г.

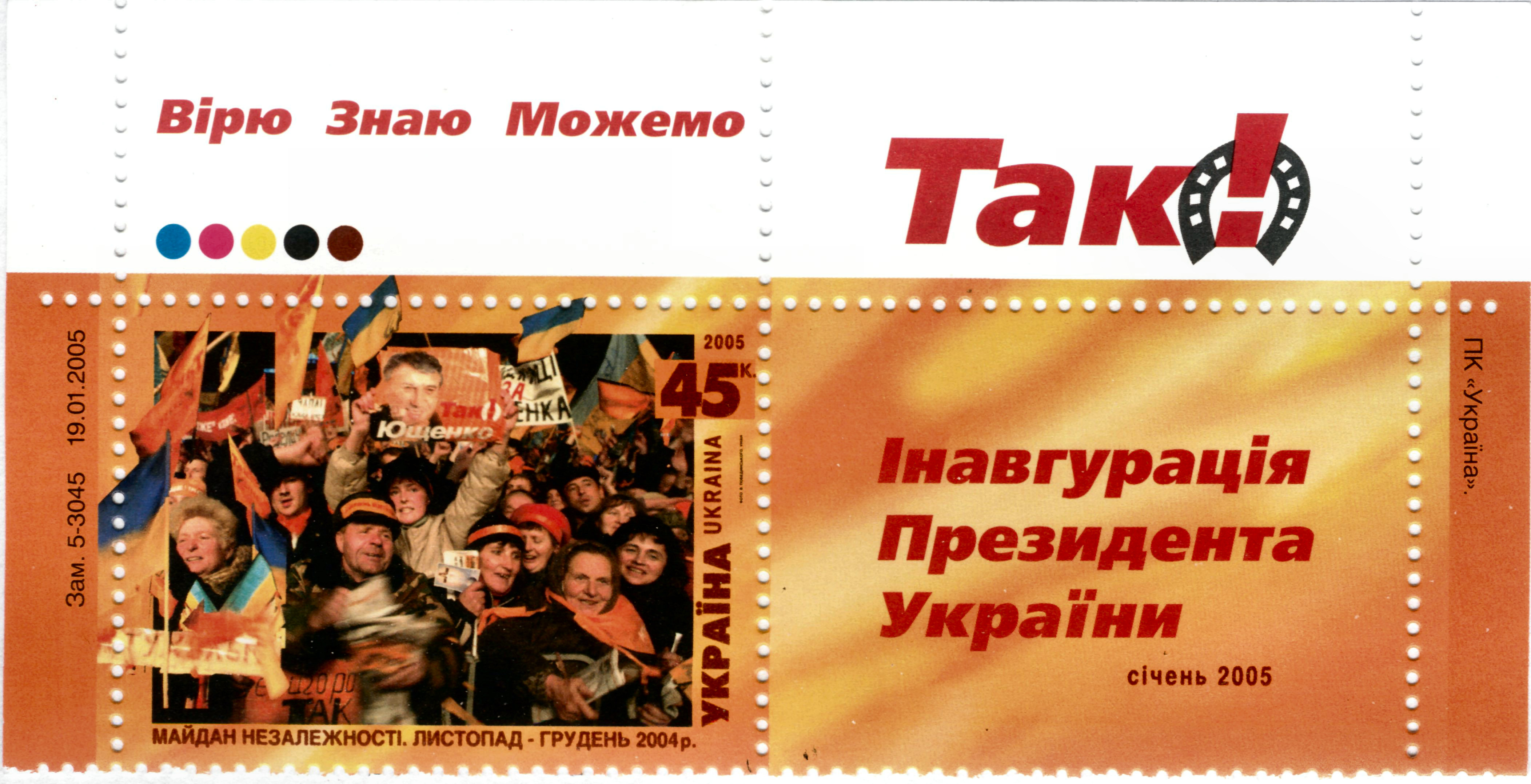
Марка почты Украины с подковой — эмблемой блока Наша Украина, посвящённая инаугурации Ющенко. Январь 2005

3 декабря Верховный суд Украины признал не соответствующими реальному волеизъявлению избирателей объявленные результаты второго тура голосования и постановил повторить его 26 декабря. 8 декабря 2004 года Верховная Рада Украины пакетным голосованием изменила состав Центральной избирательной комиссии, внесла изменения в Конституцию Украины, значительно уменьшив полномочия Президента Украины, и приняла Закон об особенностях применения Закона Украины «О выборах Президента Украины» при повторном голосовании 26 декабря 2004 года. Все эти законодательные акты были подписаны Президентом Украины Леонидом Кучмой сразу после их принятия прямо на заседании парламента.
Центральная избирательная комиссия во исполнение постановления Верховного суда 26 декабря 2004 г. провела переголосование повторного голосования по очередным выборам Президента Украины 2004 г. По заявлениям международных наблюдателей[уточнить], переголосование прошло практически без нарушений. Наблюдатели от СНГ заявили, что «изменения и дополнения, внесённые в законодательство в ходе избирательного процесса, во многом ущемили интересы значительного количества избирателей. Мы впервые столкнулись с нарушением законодательства в день голосования, выразившимся в массовом ведении агитации, наличии атрибутики, оказывавшей воздействие на свободное волеизъявление избирателей».
По официальным данным ЦИК, оглашённым 10 января 2005 г., победил Виктор Ющенко (51,99 % голосов). Виктор Янукович набрал 44,20 % голосов; не поддержали ни одного кандидата 2,34 % избирателей.
Виктор Янукович подал жалобу, аналогичную той, что ранее подавал Ющенко, в Верховный суд. 20 января Верховный суд отклонил жалобу Януковича, и ЦИК опубликовала результаты выборов.
Инаугурация Ющенко прошла 23 января 2005 года.